# Szent Ediltrud
Szent Ediltrud (latinul: Ediltrudis, angolul: Æthelthryth), (Exning, 636 körül – Ely, 679. június 23.) szentként tisztelt kora középkori angolszász apáca.
Angolszász királyi családból származott, de kolostorba vonult. Úgy vélte, hogy nagyobb dicsőség a világi méltóságok pompájáról lemondani, és Jézus példájára önként vállalni a szegénységet és az alázatosságot. Erényes élete hatására egy idő után a kolostor apátnőjévé választották. 679-ben hunyt el. A római katolikus egyház szentként tiszteli, és halála napján üli emlékét.